# Whitesnake
Whitesnake er en  hard rock-gruppe fra Storbritannien. Whitesnake blev dannet i 1978 af David Coverdale efter han havde forladt Deep Purple. Bandets tidlige materiale er af kritikere blevet sammenlignet med Deep Purples blues rock, men Whitesnake bevægede sig senere over mod en mere kommerciel rockstil. Ved årtiets udgang havde bandet kommerciel succes og de udgav en række album, der opnåede placering på den britiske albumhitliste, herunder Ready an' Willing (1980), Come an' Get It (1981), Saints & Sinners (1982) og Slide It In (1984). Sidstnævnte var det første album, der nåede de amerikanske hitlister.
Bandets album fra 1987 med titlen Whitesnake var det kommercielt mest succesfulde album og indeholdt de to hits  "Here I Go Again" and "Is This Love", der blev nr. et og to på den amerikanske singlehitliste Billboard Hot 100. Albummet modtog 8-dobbelt platin i USA, og bandet blev i 1988 ved Brit Award nomineret til "Best British Group". Slip of the Tongue (1989) var også en succes og nåede top ti i USA og i Storbritannien. Kort efter albummets udgivelse, blev Whitesnake opløst, men bandet blev kortvarigt gendannet i 1994 og udgav i 1997 et studiealbum Restless Heart.
Whitesnake blev officielt gendannet i 2002 og har løbende givet koncerter siden og har udgivet tre album: Good to Be Bad (2008), Forevermore (2011) og The Purple Album (2015).  

## Diskografi
- Live in the heart of the city (1978)
- Lovehunter (1979)
- Come an' get it (1980)
- Saints & sinners (1982)
- Slide it in (1983)
- 1987 (1987)
- The chris tetley interviews – whitesnake (1987)
- Slip of the tongue (1989)
- Restless heart (1997)
- Ready an' willing (incl 4 extra trcks) (2000)
- Good To Be Bad (2008)
- Forevermore (2011)